# Pfarrhaus (Wiesentheid)

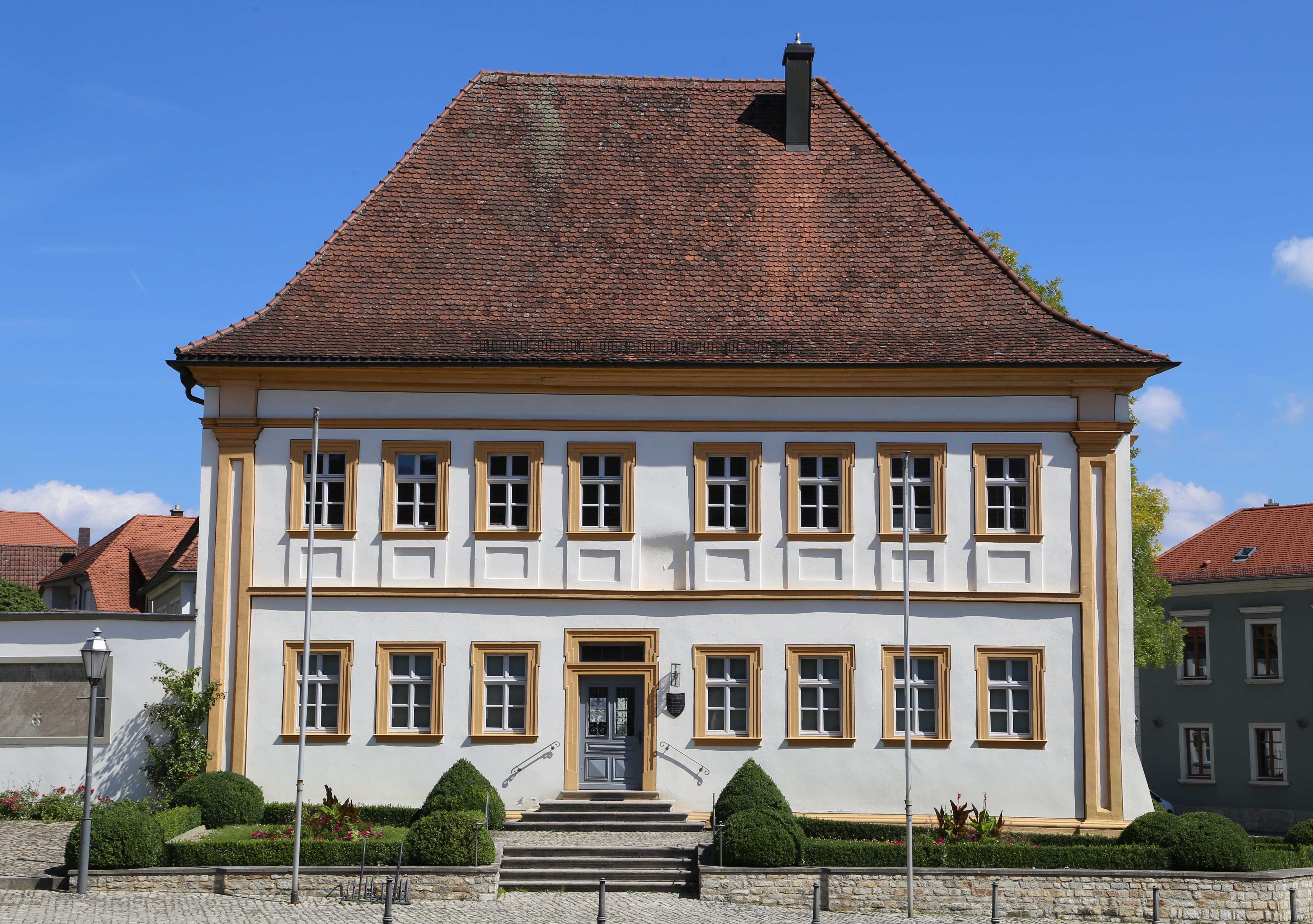
Das Pfarrhaus am Schlossplatz 2 in Wiesentheid

Das Pfarrhaus (Adresse Schlossplatz 2, früher Hausnummer 145) ist ein denkmalgeschütztes Gebäude im Ortskern des unterfränkischen Marktes Wiesentheid. Es wurde vom Baumeister Johann Leonhard Dientzenhofer errichtet.

## Geschichte
Standort und Erscheinungsbild des Pfarrhauses sind eng mit der Barockisierung Wiesentheids im 18. Jahrhundert verbunden. Vor 1576 lag das Pfarrhaus im Herrschaftsbezirk, der heute vom Geviert des Schlosses eingenommen wird. Im Zuge der Schlosserweiterung durch Hans Fuchs von Dornheim verlegte man das Pfarrhaus an die heutige Stelle, wobei ein hier befindliches Bauernhaus kurzerhand beschlagnahmt wurde. Zu Beginn des 18. Jahrhunderts war das Pfarrhaus so ruinös, dass es abgerissen werden musste.
Bereits 1704 reichten die Bewohner des Marktortes ein Bittgesuch beim Grafen Rudolf Franz Erwein von Schönborn ein. Dieser beauftragte den Bamberger Baumeister Johann Leonhard Dientzenhofer mit der Bauausführung. Bei den Planungen unterstützte vielleicht Heinrich Stahler, der Frankfurter Bildhauer, der auch für die Skulpturen im Schlosspark Wiesentheid verantwortlich zeichnete, Dientzenhofer bei der Anlage der Pläne. 1705 waren die Pläne verfertigt. Es dauerte allerdings noch einige Jahre, bis der Bau vollendet war.
Die ältere Literatur datiert das Pfarrhaus auf die Zeit um 1721, damals präsentierte der Bürgermeister Hans Beck die Abschlussrechnung des Rathauses. Da Bürgermeister Beck jedoch nur bis 1713 amtierte, ist es wahrscheinlicher, dass das Haus schon früher fertiggestellt wurde. Erstmals erwähnt wurde der Pfarrhof bereits 1710. Das Pfarrhaus bildete den Auftakt für die Barockisierung des Zentrums von Wiesentheid. Es bildet das Pendant zum Schloss, das zwischen 1711 und 1720 im Stil des Barock erweitert wurde.
Das Pfarrhaus stand am Rande des sogenannten Schlossberges, der 1846 teilweise abgetragen werden musste. Auf der Südseite verlief bereits im Mittelalter eine regional bedeutsame Straße vorbei. Der Standort führte immer wieder zu Problemen mit den Außenwänden. Bereits 1770 musste das Haus umfassend renoviert werden. Ebenfalls 1838 und 1894 nahm man Renovierungen vor. Letztmals erneuerte man das Haus 1996 bis 1998, wobei auch die Grundmauern stabilisiert wurden. Heute ist im Pfarrhaus die Carl-Stumpf-Bibliothek mit etwa 8000 Medien untergebracht.

## Beschreibung

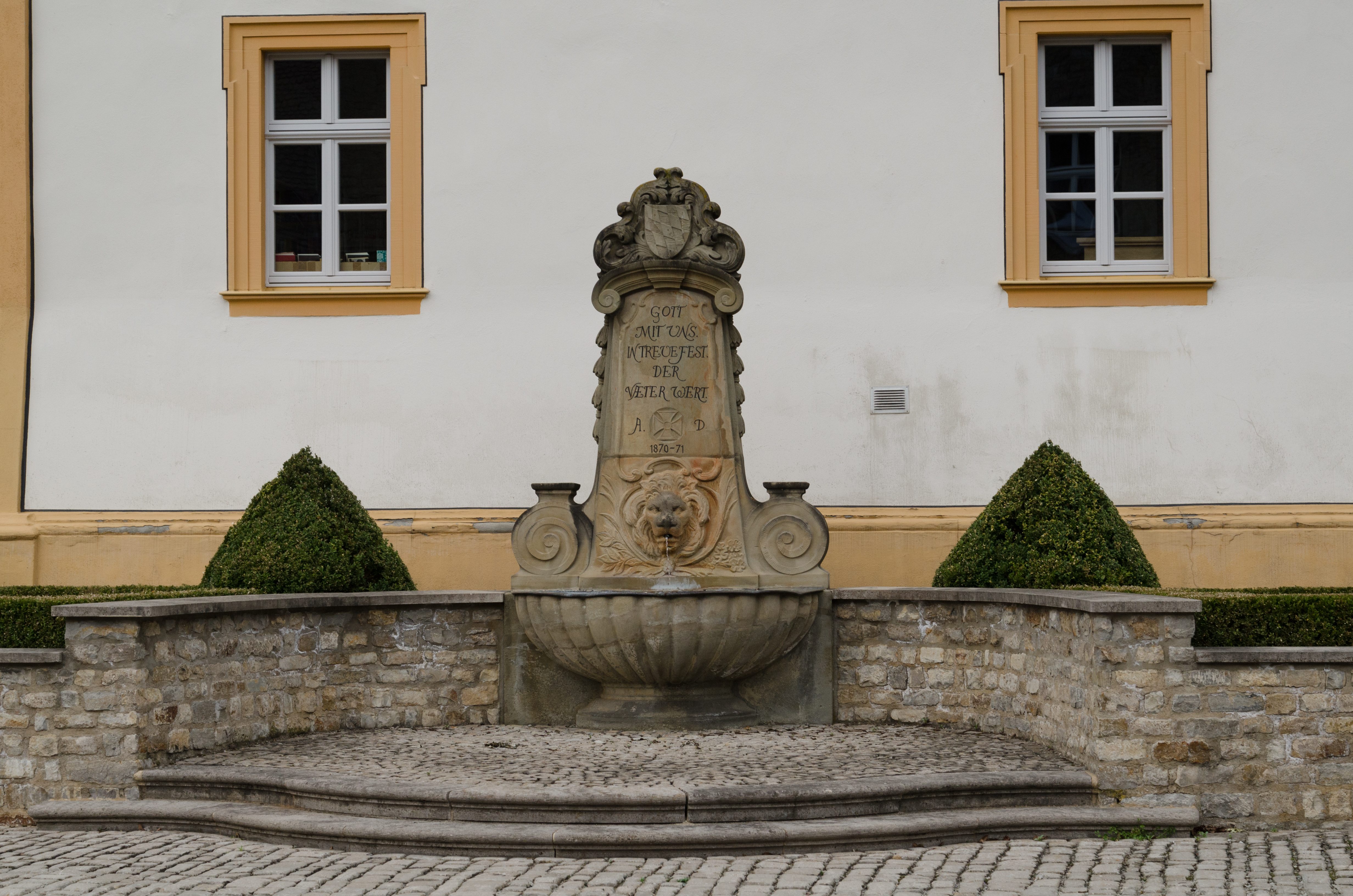
Der Brunnen vor dem Pfarrhaus wurde als Kriegerdenkmal geschaffen

Das Pfarrhaus wird vom Bayerischen Landesamt für Denkmalpflege als Baudenkmal eingeordnet. Außerdem ist es ein bedeutendes Element des Ensembles Schloss Wiesentheid, das den barocken Ortskern von Wiesentheid unter Schutz stellt. Das Pfarrhaus präsentiert sich als zweigeschossiger Walmdachbau. Insbesondere die dem Schloss zugewandte Westseite ist stark gegliedert. Neben Eckpilastern, einem Gesims und geohrten Fensterrahmungen, brachte man unterhalb der Fenster des Obergeschosses auch Kassettenfelder an.
Im Umfeld des Pfarrhauses sind weitere Denkmäler zu finden. Vor der Mauer zum Pfarrgarten auf der Nordostseite des Hauses steht eine monumentale Kreuzigungsgruppe, die vom Bildhauer Neßtfell gestiftet und vom Künstler Lukas van der Auwera geschaffen wurde. Auf 1914 datiert das Gefallenendenkmal für die Soldaten des Deutsch-Französischen Krieges 1870/1871. Es entstand in Form eine Brunnens mit bayerischem Wappen und Muschelbecken. Eine Namenstafel an der Pfarrgartenmauer zählt die Namen der Gefallenen des Zweiten Weltkrieges auf. → siehe auch: Kreuzigungsgruppe (Wiesentheid)